# Comuna Dobre, Simferopol
Dobre (în ucraineană Добре) este o comună în raionul Simferopol, Republica Autonomă Crimeea, Ucraina, formată din satele Andrusove, Ceaikovske, Dobre (reședința), Krasnolissea, Lozove, Mramorne, Perevalne, Petropavlivka, Pionerske și Zaricine.

## Demografie
Componența lingvistică a comunei Dobre
     Rusă (57,52%)
     Tătară crimeeană (33,03%)
     Ucraineană (6,6%)
     Alte limbi (0,55%)
Conform recensământului din 2001, majoritatea populației comunei Dobre era vorbitoare de rusă (57,52%), existând în minoritate și vorbitori de tătară crimeeană (33,03%) și ucraineană (6,6%).